# エリーネ・ティンメルマン
エリーネ・ティンメルマン（Eline Timmerman、1998年12月30日 - ）は、オランダの女子バレーボール選手。ポジションはミドルブロッカー。オランダ代表。

## 来歴

### クラブチーム
レイッセン出身。2014年、TT Papendal Arnhemへ入団。2016年にDros-Alternoへ移籍。2017/18シーズンの国内リーグで準優勝を果たした。2018年、Eurospedへ移籍し2シーズンプレーした。2020年からは活躍の場をドイツに移し、2020/21シーズンはLadies in Black Aachenでプレーしベストミドルブロッカー賞を受賞した。翌シーズンからはアリアンツ MTV シュトゥットガルトでプレーしており、2021/22シーズンのドイツブンデスリーガでは優勝を果たした。

### 代表チーム
アンダーカテゴリーの代表として2017年のU-20欧州選手権に出場し6位となった。2019年、シニアのオランダ代表に初選出された。同年のネーションズリーグでデビューし、同年9月のワールドカップにも出場した。2021年の欧州選手権では4位となった。2022年に地元開催された世界選手権に出場した。

## 球歴
- 世界選手権 - 2022年
- ワールドカップ - 2019年
- 欧州選手権 - 2021年
- ネーションズリーグ - 2019年、2021年、2022年

## 受賞歴
- 2021年 - 2020/21ドイツブンデスリーガ ベストミドルブロッカー賞
- 2022年 - 2021/22ドイツブンデスリーガ ベストスパイカー賞

## 所属クラブ
- TT Papendal Arnhem（2014-2016年）
- Dros-Alterno（2016-2018年）
- Eurosped（2018-2020年）
- Ladies in Black Aachen（2020-2021年）
- アリアンツ MTV シュトゥットガルト（2021-2024年）
- ガラタサライ（2024年-）